# Bundesautobahn 281
Die Bundesautobahn 281 (Abkürzung: BAB 281) – Kurzform: Autobahn 281 (Abkürzung: A 281) – ist eine derzeit aus zwei Teilabschnitten bestehende elf Kilometer lange Autobahn in Bremen. Die A 281 soll mit dem Wesertunnel Bremen nach ihrer Fertigstellung einen Ring um Bremen nördlich der stadtbremischen Häfen und Gröpelingen schließen.
Die Autobahn soll nach der Fertigstellung etwa 17 km lang sein und mit zwei Fahrstreifen pro Richtung die A 27 ab Autobahndreieck Bremen-Industriehäfen über Woltmershausen mit der Anschlussstelle Bremen/Arsten der A 1 verbinden, was im Bundesverkehrswegeplan 2030 und im Bedarfsplan von Ende 2016 als vordringlicher Bedarf beziehungsweise als laufend und fest disponiert gekennzeichnet ist.

## 1. Abschnitt: von der A 27 bis Industriehafen (seit 1995 in Betrieb)
Der erste und kürzeste, zwei Kilometer lange Abschnitt in Burg-Grambke zwischen dem Autobahndreieck Bremen-Industriehäfen und der Straße „Beim Industriehafen“ wurde 1995 fertiggestellt.

## 2. Abschnitt: vom Industriehafen bis GVZ (in Bau)
Bauabschnitte 3.2 und 4
Der längste und aufwändigste Abschnitt soll vom Industriehafen bis zum Güterverkehrszentrum Bremen (GVZ) an der Seehauser Landstraße führen. Der Teilabschnitt am GVZ von Strom bis Seehausen (Bauabschnitt 3.2) ist ab April 2009 gebaut worden und seit 29. September 2014 unter Verkehr. Zum Lückenschluss (Bauabschnitt 4) ist ein neuer Wesertunnel erforderlich.
Die Tunnelsegmente sollen eingeschwommen werden, für die Zufahrten für diese Variante müssen 6 Häuser abgerissen werden. Eine diesbezügliche Verfassungsbeschwerde hat am 15. Januar 2016 das Bundesverfassungsgericht nicht zur Entscheidung angenommen und somit verworfen. Der 4,9 Kilometer lange Lückenschluss ist als Projekt Weserquerung im vordringlichen Bedarf des Bundesverkehrswegeplans 2030 und des Bedarfsplans von Ende 2016 enthalten. Am 13. April 2017 gab das Bundesverkehrsministerium die Finanzierung auf konventionelle Art aus dem Bundeshaushalt bekannt. Im Februar 2017 wurde vorbehaltlich der erwarteten Einigung beziehungsweise Abstimmung mit den Anliegern Holcim und ArcelorMittal Bremen ein möglicher Baustart für Ende 2017 erwartet, die Verkehrsfreigabe wurde für Ende 2023 vorgesehen. Mit AMB wurde 2017 eine Einigung erzielt. Im März 2018 wurde eine Erteilung des Baurechts für Ende 2018 und ein Baubeginn 2018 oder Beginn 2019 vorgesehen. Am 10. Januar 2019 erfolgte der symbolische erste Spatenstich für die Weserquerung. Im Juli 2023 hat die DEGES bestätigt, dass der Wesertunnel trotz gestiegener Baukosten gebaut wird. Der Auftrag wurde an ein Konsortium unter Führung von Wayss & Freytag Ingenieurbau AG vergeben. Mit der Fertigstellung wird für Anfang 2029 geplant.

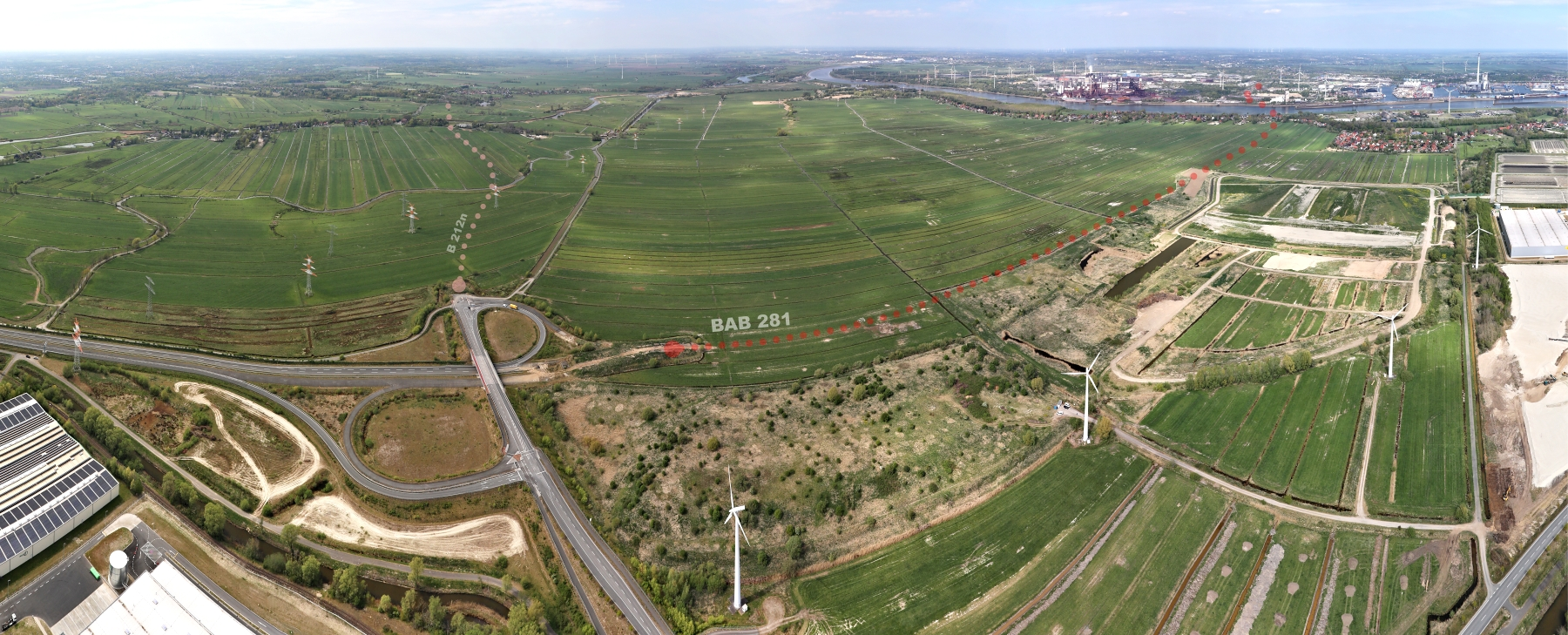
Das Panorama zeigt die geplanten Trassen der Autobahn A281 und die Bundesstraße B212 n

## 3. Abschnitt: vom GVZ bis zum Flughafen (seit 2008 in Betrieb)
Bauabschnitte 2.1 und 3.1
Der Teilabschnitt zwischen der Stromer Landstraße und der Neuenlander Straße wurde am 30. Januar 2008 vom Bremer Bürgermeister Jens Böhrnsen und dem parlamentarischen Staatssekretär im Bundesverkehrsministerium Achim Großmann in Betrieb genommen.
Im Bereich des Flughafendamms wird die Autobahn wegen komplexer Baugrundsituation und Straßenkreuzungen als Hochstraße über eine lange Schrägseilbrücke geführt. Dort erhielt die Bremer Straßenbahn AG als Ausgleich für den zur Verfügung gestellten Lagerplatz für Baumaterial eine nun überdachte Abstellmöglichkeit unter der Autobahn. Gleichzeitig werden damit die schwierigen Gründungsverhältnisse im Verlauf der Neuenlander Wasserlöse überwunden.
Besonders vorteilhaft ist die Verlagerung des Durchgangsverkehrs aus dem Wohnbereich Neuenlander Straße (alte Trasse der B 6) entgegen erster Planung infolge substantieller Bürgerproteste in ein Industriegebiet und über die ehemalige Hausmülldeponie Warturm. Damit wurden die Planungssünden der Trassierung der B 6 zwischen der Bahnstrecke Bremen–Oldenburg mit Abriss von Wohnhäusern der Neckarstraße und unmittelbar neben verbleibenden benachbarten Wohngebieten aus der Periode um 1970 nicht wiederholt.

## 4. Abschnitt: vom Flughafen bis zum Autobahnzubringer Arsten (in Bau)
Bauabschnitt 2.2
Der 2,2 Kilometer lange Abschnitt von Bremen-Airport-Stadt bis Kattenturm (durch einen ca. 200 m langen Tunnel zum bestehenden Autobahnzubringer Arsten, der auch als B 6n geführt wird) ist im Bundesverkehrswegeplan 2030 als laufend und fest disponiert enthalten. Im Planfeststellungsverfahren wurden die ergänzten Unterlagen 2017 erneut offengelegt. 2017 wurde ein Gesamtlärmgutachten erstellt und dessen Auslage vorgesehen. Im März 2018 wurde die Erteilung des Baurechts definitiv, ein Baubeginn aber nur unter optimalen Umständen noch im Jahr 2018 erwartet. Im Juli 2020 wies das Bundesverwaltungsgericht die Klagen mehrerer Anwohner gegen den Planfeststellungsbeschluss zurück. Der Baubeginn erfolgte am 3. Dezember 2020.

## B 6 neu: vom Flughafen bis zur A 1 bei Brinkum (geplant)
Diese Verbindung von der A 281 beim Flughafen zur A 1 bei Brinkum ist zusätzlich vorgesehen. Bürgerinitiativen sehen sie mit einem Tunnel unter dem Flughafen als Ersatz für den aus ihrer Sicht überflüssigen 4. Abschnitt der A 281 nach Arsten. Der Bremer Senat setzt sich für den Bau eines Tunnels unter dem Flughafen ein, da eine oberirdische Streckenführung nur um den Flughafen herum möglich wäre, was wesentlich länger wäre und an einem Wohngebiet vorbeiführte. Dem Bund ist eine Tunnellösung unverhältnismäßig zu teuer. Wie schon im August 2013 war auch im Dezember 2016 keine Einigung zur Linienfestlegung in Sicht.
Die für den Anschluss an Bauabschnitt 2.2 der A 281 nötigen baurechtlichen Voraussetzungen sind bereits geschaffen. Zurzeit wird geprüft, ob der Flächennutzungsplan in Bremen zu ändern, bzw. ein Raumordnungsverfahren in Niedersachsen notwendig ist, um anschließend ein Linienbestimmungsverfahren ausführen zu können. Laut Deges ist eine Fertigstellung vor 2030 nicht zu erwarten.